# Arcandor
 (septembre 2016).
Si vous disposez d'ouvrages ou d'articles de référence ou si vous connaissez des sites web de qualité traitant du thème abordé ici, merci de compléter l'article en donnant les références utiles à sa vérifiabilité et en les liant à la section « Notes et références ».
Arcandor est une entreprise allemande spécialisée dans le commerce de détail et ayant fait partie du MDAX.

## Historique
De 1999 à 2007, sa dénomination a été KarstadtQuelle, société née en 1999 de la fusion de Karstadt AG (fondée en 1920 et dont les origines remontent à 1881) et de Quelle, société française fondée en 1927.
Ses filiales comptent la chaîne allemande de magasins de disques World of Music, la société Neckermann GmbH et sa filiale voyage est Thomas Cook AG.
En juin 2009, le groupe dépose le bilan de 15 de ses sociétés.